# Jimmy Savile
Sir James Wilson Vincent "Jimmy" Savile (31 tháng 10 năm 1926 – 29 tháng 10 năm 2011) là một người dẫn chương trình truyền hình nổi tiếng trong thập niên 1970–1990, một người quyên góp quỹ từ thiện. Ông đã dẫn chương trình BBC Jim'll Fix It, là người giới thiệu chương trình đầu tiên và cuối cùng của sô music chart tồn tại lâu của BBC Top of the Pops, and raised an estimated £40 million for charities.. Ông đã được phong tước hiệp sĩ. Năm 2012, người ta đã công bố cáo buộc cho rằng ông đã hiếp dâm 200 người cả nam lẫn nữ giai đoạn 1955–2009, nhiều trẻ vị thành niên, trong đó trẻ nhất là một bé trai 8 tuổi. Mức độ xâm hại tình dục của ông được xem là chưa từng có trong lịch sử Anh. Một báo cáo chung bởi NSPCC và Metropolitan Police cho rằng 450 người đã khiếu nại chống lại Savile, với thời gian lạm dụng tình dục trải dài từ năm 1955 đến 2009, với tuổi nạn nhân từ 8–47.
Jimmy Savile từng 57 lần thực hiện hành vi đồi bại tại bệnh viện cả với những người đang hấp hối, 14 lần tại trường học và 33 lần ở các đài truyền hình, phát thanh. Trong số này có 34 lần Jimmy Savile đã hãm hiếp các nạn nhân.
Cảnh sát Anh đã xin lỗi các nạn nhân vì đã không phát hiện ra hành vi đồi bại của Jimmy khi ông ta còn sống.